# U-376
U-376 — средняя немецкая подводная лодка типа VIIC времён Второй мировой войны.

## История
Заказ на постройку субмарины был отдан 16 октября 1939 года. Лодка была заложена 3 апреля 1940 года на верфи Ховальдсверке, Киль, под строительным номером 7, спущена на воду 10 июля 1941 года, вошла в строй 21 августа 1941 года под командованием оберлейтенанта Фридриха-Карла Маркса.

### Флотилии
- 21 августа 1941 года — 1 марта 1942 года — 6-я флотилия (учебная)
- 1 марта 1942 года — 30 июня 1942 года — 6-я флотилия
- 1 июля 1942 года — 28 февраля 1943 года — 11-я флотилия
- 1 марта 1943 года — 13 апреля 1943 года — 3-я флотилия

### История службы
Лодка совершила 8 боевых походов, потопила 2 судна суммарным водоизмещением 10 146 брт. Пропала без вести в Бискайском заливе 13 апреля 1943 года. Причина гибели неизвестна. 47 погибших (весь экипаж).
До 1996 года историки считали, что лодка была потоплена 10 апреля 1943 года в Бискайском заливе к западу от Нанта, Франция, в районе с координатами 46°48′ с. ш. 09°00′ з. д. глубинными бомбами с британского Wellington самолёта типа «Веллингтон». Теперь историки полагают, что это была атака против U-465, получившей некоторые повреждения.

### Волчьи стаи
U-376 входила в состав следующих «волчьих стай»:
- Neptun 18 февраля — 3 марта 1943

### Атаки на лодку и происшествия
- 27 января 1943 года, на второй день похода, лодка подверглась атаке с воздуха, несколько членов экипажа получили ранения, из-за чего U-376 вернулась в порт.
- 31 января 1943 года, на второй день шестого похода, третьего вахтенного офицера смыло за борт. U-376 вернулась в Берген, Норвегия, взяла на борт замену и снова отправилась в поход.

## Версии гибели
U-376 участвовала в спецоперации под кодовым названием «Elster» и должна была принять на борт немецких морских офицеров, которые совершили побег из лагеря военнопленных в Норт-Пойнт на острове Принца Эдуарда, Канада.
Многие исследователи полагают, что U-376 была потоплена 7 мая 1943 года у берегов острова Принца Эдуарда на небольшой глубине, из-за чего об её остов часто рвутся рыболовные сети, однако в связи с тем, что лодка не отправила радиодонесение об успешном форсировании Бискайского залива, официальной версией считается гибель по неизвестной причине при его пересечении. Впоследствии вместо погибшей U-376 в секретный поход была отправлена U-262.